# Спрайт (блискавка)

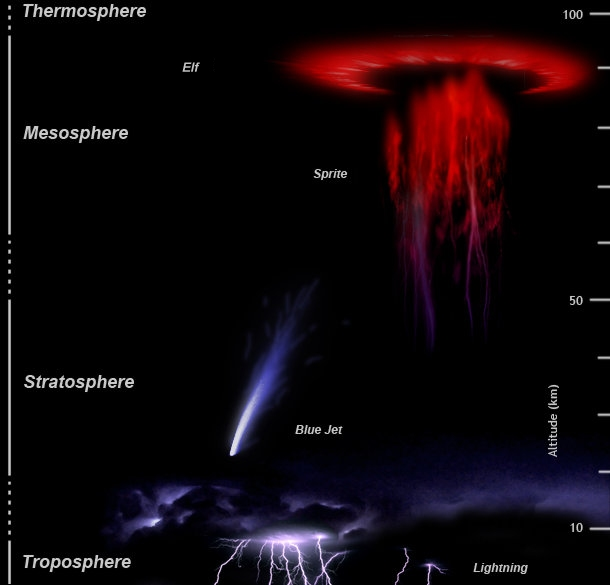
Різні типи електричних явищ в атмосфері Землі

Спрайт (від англ. sprite, спорідненого зі spirit — «дух, привид») — електричний розряд великих розмірів, що виникає в мезосфері. Від типових блискавок спрайт відрізняється кольором, як правило, їх освітлення має синій або червоний відблиск. Спрайт займають верхні шари атмосфери, а іноді тягнуться до кордону з космосом. Вони зазвичай виникають на висоті від 50 до 130 кілометрів.

## Блискавки в навколоземному космічному просторі
Спалахи в навколоземному космічному просторі: стратосфері, мезосфері та термосфері, направлені вверх, вниз та горизонтально, дуже слабко вивчені. Вони розділяються[джерело?] на спрайти джети та Ельфи. Колір спалахів та їх форма залежить від висоти, на якій вони трапляються. На відміну від блискавок, що спостерігаютсься на Землі, ці спалахи мають яскравий колір, зазвичай червоний чи синій, і покривають великі простори у верхніх слоях атмосфери, а іноді простягаються до меж космосу.

## Опис явища
Спрайти важко розпізнати, але вони з'являються у сильну грозу на висоті приблизно від 50 до 130 кілометрів (висота утворення «звичайних» блискавок — не більше 16 кілометрів) та досягають у довжину від 60 км до 100 км у діаметрі. Спрайти з'являються через десяті долі секунди після удару сильної блискавки і тривають менше 100 мілісекунд. Частіше всього спрайти поширюються одночасно уверх та вниз, при цьому розповсюдження униз помітно більше та швидше.
Вперше це явище було зафіксовано в 1989 році випадково. 6 липня 1989 року фізики з Міннесотського університету тестували нову чутливу камеру для експериментів на великій висоті, камера була направлена на зірки випадковим чином. В об'єктив потрапила далека гроза. Після перегляду запису виявили воронкоподібні спалахи світла тривалістю кілька мілісекунд, приблизно в 30 км над хмарами довжиною 20 км. Зовсім випадково в об'єктив потрапило невідоме науці явище. Після цього почали переглядати зйомки із супутників і виявилося що в кадр потрапляли десятки таких спалахів. Різниця кольорів у спрайті пояснюється різним тиском і складом атмосфери на різних висотах. На висоті 70 км азот дає червоне свічення, а чим ближче до землі, тим більший тиск і кількість кисню, що і змінює колір на синій, блакитний і білий. До сих пір про фізичну природу спрайтів відомо вкрай мало.
«Блискавка під час грози може створити поле електричної напруженості в просторі над собою, що візуально буде виглядати як спалах світла дивної форми, який зазвичай називається спрайтом, — говорить Колін Прайс, геофізик з Університету Тель-Авіва. — Ми зараз розуміємо, що специфічні різновиди блискавок можуть викликати такий ефект вище в атмосфері».
Спрайти виникають частіше групами, ніж по одному, організовані по колу. Спрайти в небі рухливі, роблять «танцюючі» рухи. Люди, які стверджують, що бачили непізнаний літаючий об'єкт (НЛО), могли прийняти систему спрайтів за непізнаний об'єкт. «Свічки» (вертикальні стовпи світла) в спрайті досягають 20 км у висоту, їх пучок може бути діаметром до 70 км.
Протягом останніх[коли?] п'яти років вчені з Данського технічного університету вивчали спрайт за допомогою камер на вершинах гір. Однак це дозволяло робити лише знімки невеликих спалахів з хмар, розташованих на невеликій висоті. Розміщення камер на міжнародній космічній станції (МКС) дозволить спостерігати за величезними спалахами, що вириваються з хмар.
В даний час[коли?] в DTU Space вже є відпрацьований набір інструментів для подібних досліджень, що отримав назву Монітор атмосферно-космічних взаємодій (ASIM).